# Chiavenna Landi
Chiavenna Landi is een plaats (frazione) in de Italiaanse gemeente Cortemaggiore.